# بونتشاتولا
بونتشاتولا (لويزيانا) (بالإنجليزية: Ponchatoula, Louisiana)‏ هي مدينة تقع في الولايات المتحدة في لويزيانا. يقدر عدد سكانها بـ 5,180 نسمة .

## التركيبة السكانية
حدّد مكتب تعداد الولايات المتحدة بيانات التركيبة السكانية لبونتشاتولا في تعداد الولايات المتحدة. في ما يلي، التركيبة السكانية حسب تعدادي 2000 و2010.

### تعداد عام 2000
بلغ عدد سكان بونتشاتولا 5,180 نسمة بحسب تعداد عام 2000، وبلغ عدد الأسر 1,984 أسرة وعدد العائلات 1,372 عائلة مقيمة في المدينة. في حين سجلت الكثافة السكانية 422.2 نسمة لكل كيلومتر مربع (1,093.5/ميل2). وبلغ عدد الوحدات السكنية 2,175 وحدة بمتوسط كثافة قدره 177.3 لكل كيلومتر مربع (459.2/ميل2).
وتوزع التركيب العرقي للمدينة بنسبة 62.20% من البيض و36.83% من الأمريكيين الأفارقة و0.19% من الأمريكيين الأصليين و0.12% من الأمريكيين ذوي الأصول الآسيوية و0.15% من الأعراق الأخرى و0.50% من عرقين مختلطين أو أكثر و0.85% من الهسبانيون أو اللاتينيون من أي عرق.
بلغ عدد الأسر 1,984 أسرة كانت نسبة 40.7% منها لديها أطفال تحت سن الثامنة عشر تعيش معهم، وبلغت نسبة الأزواج القاطنين مع بعضهم البعض 41.2% من أصل المجموع الكلي للأسر، ونسبة 23.1% من الأسر كان لديها معيلات من الإناث دون وجود شريك،  بينما كانت نسبة 4.8% من الأسر لديها معيلون من الذكور دون وجود شريكة وكانت نسبة 30.8% من غير العائلات. تألفت نسبة 27.1% من أصل جميع الأسر من عدة أفراد يعيشون في نفس المنزل ونسبة 11.5% كانت تتألف من شخص يعيش بمفرده يبلغ من العمر 65 عاماً أو أكثر. وبلغ متوسط حجم الأسرة المعيشية 2.60، أما متوسط حجم العائلات فبلغ 3.16.
بلغ العمر الوسطي للسكان 33.4 عاماً. وكانت نسبة 29.8% من القاطنين تحت سن الثامنة عشر، وكانت نسبة 9.9% بين الثامنة عشر والرابعة والعشرين عاماً، ونسبة 26.8% كانت واقعةً في الفئة العمرية ما بين الخامسة والعشرين والرابعة والأربعين عاماً، ونسبة 20.9% كانت ما بين الخامسة والأربعين والرابعة والستين، ونسبة 12.4% كانت ضمن فئة الخامسة والستين عاماً فما فوق. يوجد لكل 100 أنثى 85.4 ذكر، ويوجد لكل 100 أنثى في الثامنة عشر من عمرها فما فوق 78.6 ذكر.
بلغ متوسط دخل الأسرة في المدينة 22,244 دولارًا، أما متوسط دخل العائلة فبلغ 29,583 دولارًا. وكان متوسط دخل الذكور 30,285 دولارًا مقابل 18,952 دولارًا للإناث. وسجل دخل الفرد الخاص بالمدينة 12,157 دولارًا. وكانت نسبة 27.9% من العائلات ونسبة 31.7% من السكان تحت خط الفقر، وكان من هؤلاء نسبة 47.7% تحت سن الثامنة عشر ونسبة 15.1% في الخامسة والستين من العمر وما فوق.

### تعداد عام 2010
بلغ عدد سكان بونتشاتولا 6,559 نسمة بحسب تعداد عام 2010، وبلغ عدد الأسر 2,581 أسرة وعدد العائلات 1,704 عائلة مقيمة في المدينة. في حين سجلت الكثافة السكانية 534.6 نسمة لكل كيلومتر مربع (1,384.6/ميل2). وبلغ عدد الوحدات السكنية 2,852 وحدة بمتوسط كثافة قدره 232.4 لكل كيلومتر مربع (601.9/ميل2).
وتوزع التركيب العرقي للمدينة بنسبة 63.35% من البيض و32.79% من الأمريكيين الأفارقة و0.15% من الأمريكيين الأصليين و0.56% من الأمريكيين ذوي الأصول الآسيوية و0.02% من سكان جزر المحيط الهادئ و1.11% من الأعراق الأخرى و2.01% من عرقين مختلطين أو أكثر و3.16% من الهسبانيون أو اللاتينيون من أي عرق.
بلغ عدد الأسر 2,581 أسرة كانت نسبة 36.1% منها لديها أطفال تحت سن الثامنة عشر تعيش معهم، وبلغت نسبة الأزواج القاطنين مع بعضهم البعض 40.3% من أصل المجموع الكلي للأسر، ونسبة 21% من الأسر كان لديها معيلات من الإناث دون وجود شريك،  بينما كانت نسبة 4.7% من الأسر لديها معيلون من الذكور دون وجود شريكة وكانت نسبة 34% من غير العائلات. تألفت نسبة 28.6% من أصل جميع الأسر من عدة أفراد يعيشون في نفس المنزل ونسبة 11.8% كانت تتألف من شخص يعيش بمفرده يبلغ من العمر 65 عاماً أو أكثر. وبلغ متوسط حجم الأسرة المعيشية 2.52، أما متوسط حجم العائلات فبلغ 3.10.
بلغ العمر الوسطي للسكان 35.3 عاماً. وكانت نسبة 26.9% من القاطنين تحت سن الثامنة عشر، وكانت نسبة 8.7% بين الثامنة عشر والرابعة والعشرين عاماً، ونسبة 25.8% كانت واقعةً في الفئة العمرية ما بين الخامسة والعشرين والرابعة والأربعين عاماً، ونسبة 25.4% كانت ما بين الخامسة والأربعين والرابعة والستين، ونسبة 13.3% كانت ضمن فئة الخامسة والستين عاماً فما فوق. وتوزع التركيب الجنسي للسكان بنسبة 46% ذكور و54% إناث.

## المدن التوأمة
مدينة كاربينتراس هي مدينة توأمة لـبونتشاتولا (لويزيانا).

## أعلام
- إيرما توماس
- تريفانتي رودس
- إيرل ويلسون
- بيرني سميث
- روبرت هندرسون